# Szőke Katalin (úszó)
Szőke Katalin, Homonnai Katalin, Markovits Kálmánné, Domján Árpádné (Budapest, 1935. augusztus 17. – Los Angeles, 2017. október 27.) kétszeres olimpiai bajnok úszó. 1988-ig ő volt a legfiatalabb magyar olimpiai bajnok (minden sportágat figyelembe véve), 1992-ig pedig az egyetlen többszörös olimpiai bajnok magyar úszónő (mindkét rekordját Egerszegi Krisztina döntötte meg). Apja Homonnai Márton olimpiai bajnok vízilabdázó, édesanyja Szőke Katalin úszó, első férje Markovits Kálmán olimpiai bajnok vízilabdázó.

## Élete

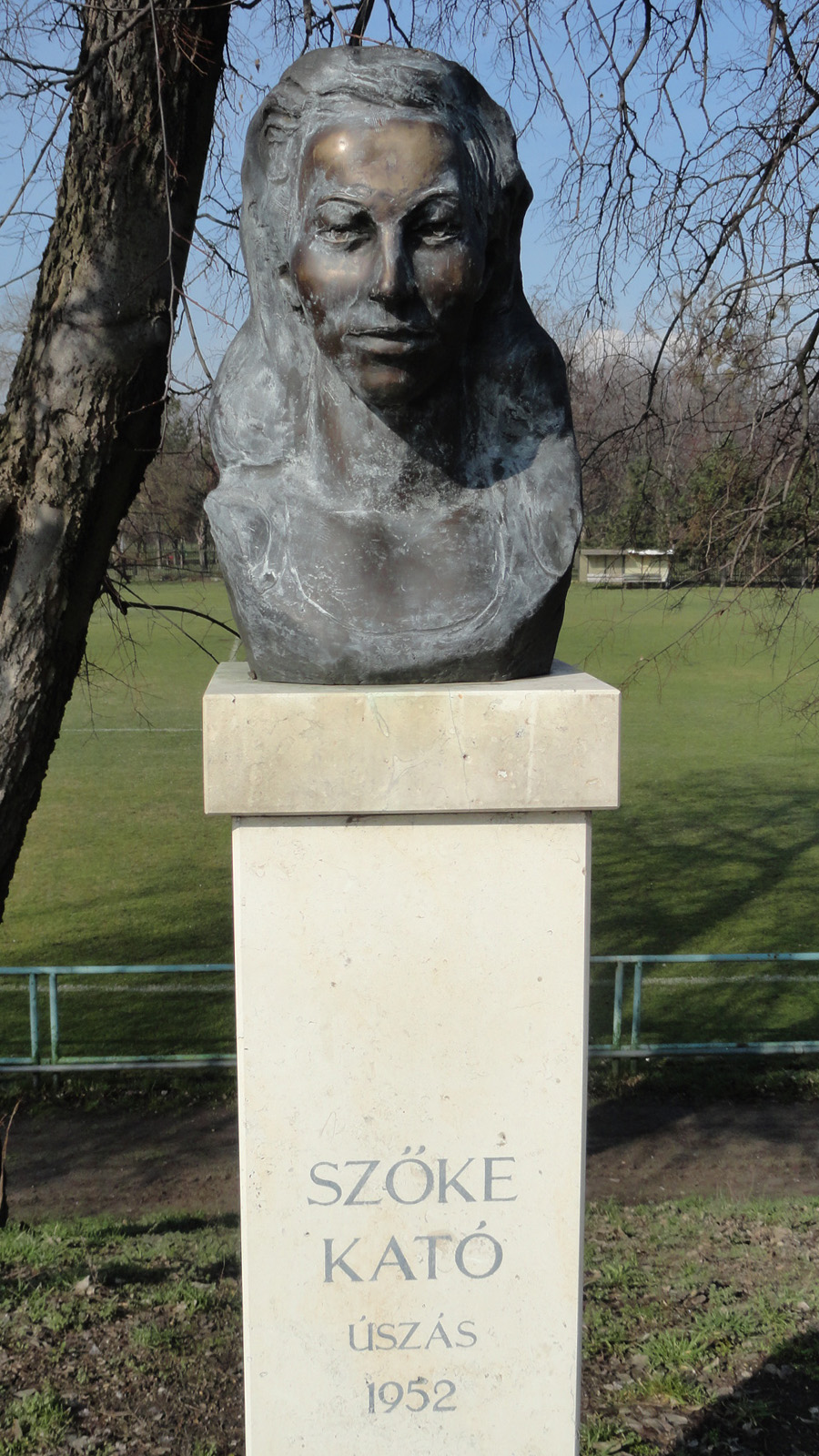
Szőke Katalin szobra az FTC olimpiai bajnokainak sétányán

1947-től a Neményi Madisz, 1949-től az ÉDOSZ, illetve a Budapesti Kinizsi versenyzője volt. 1950-től 1956-ig szerepelt a magyar válogatottban.
1948-ban szerezte első magyar bajnoki aranyérmét. Tagja volt az 1952-ben, Moszkvában világcsúcsot teljesítő gyorsváltónak. Az 1952. évi nyári olimpián, Helsinkiben 100 méteres gyorsúszásban és a Novák Éva, Novák Ilona, Szőke Katalin, Temes Judit összeállítású magyar gyorsváltóban is olimpiai bajnoki címet szerzett, mindössze 16 évesen. A váltó újabb világcsúcsot ért el. Az 1954. évi budapesti főiskolai világbajnokságon két arany- és egy ezüstérmet, az ugyanebben az évben rendezett torinói Európa-bajnokságon két aranyérmet nyert. 1954-ben és 1955-ben a vegyes váltóban világcsúcstartó lett.
Az 1956. évi melbourne-i olimpián a vegyes váltóval hetedik, 100 méter gyorson helyezetlen volt.
Első férje Markovits Kálmán, olimpiai bajnok vízilabdázó volt. Második férje Domján Árpád, a Budapesti Kinizsi egykori vízilabdázója lett, aki szintén részt vett a melbourne-i olimpián, de a döntőben nem játszott, így az akkori szabályok szerint nem kapott aranyérmet. Az olimpiáról nem tért haza, Kanadában, majd az Amerikai Egyesült Államokban, Kaliforniában telepedett le, Domján sikeres építőipari vállalkozást hozott létre, Szőke Katalin pedig banki alkalmazott lett, fiuk, Bryan pedig kosárlabdázó volt.
Szőke Katót – ahogy itthon mindenki ismerte – 1985-ben az úszók Hírességek Csarnokába, 2014-ben pedig a magyar úszósport hírességei közé választották.

## Halála
Los Angelesben hunyt el, 2017. október 27-én, 82 éves korában.

## Sporteredményei
- kétszeres olimpiai bajnok (1952: 100 m gyors, 4 × 100 m gyorsváltó)
- kétszeres Európa-bajnok (1954: 100 m gyors ; 4 × 100 m gyorsváltó)
- kétszeres főiskolai világbajnok (1954: 4 × 100 m gyorsváltó, 4 × 100 m vegyes váltó)
- főiskolai világbajnoki 2. helyezett (1954: 100 m gyors)
- kétszeres magyar bajnok

## Rekordjai

### 100 m gyors
- 1:06,3 (1953.) ifjúsági országos csúcs
- 1:05,4 (1954. június 13., Budapest) felnőtt és ifjúsági országos csúcs
- 1:05,2 (1955. szeptember 18., Karlsruhe) országos csúcs (25 m)

### 200 m gyors
- 2:31,7 (1954. május 15.) ifjúsági országos csúcs

### 4 × 100 m gyorsváltó
- 4:27,2 (1952. április 27., Moszkva) világcsúcs (Littomeritzky Mária, Novák Éva, Szőke Katalin, Székely Éva)
- 4:24,4 (1952. augusztus 1., Helsinki) világcsúcs (Novák Ilona, Temes Judit, Novák Éva, Szőke Katalin)

### 4 × 100 m vegyes váltó
- 5:07,8 (1954. augusztus 3., Budapest) világcsúcs
- 4:57,8 (1955. szeptember 3., Budapest) világcsúcs (Pajor Éva, Székely Éva, Székely Ripszima, Szőke Katalin)

## Díjai, elismerései
- A Magyar Népköztársaság Érdemes Sportolója (1955)[4]
- A Magyar Népköztársaság Kiváló Sportolója (1955)[5]
- Az úszó Hírességek csarnokának tagja (1985)
- A magyar úszósport halhatatlanja (2014)[6]